# تسکنتی
تسکنتی (به لاتین: Tskneti) یک منطقهٔ مسکونی در گرجستان است که در تفلیس واقع شده‌است. تسکنتی ۷٬۱۶۶ نفر جمعیت دارد و ۹۵۰ متر بالاتر از سطح دریا واقع شده‌است.